# 二条重良
二条 重良（にじょう しげよし）は、江戸時代中期の公卿。右大臣・二条宗基の子。官位は正二位・権大納言。二条家22代当主。号は維則院。

## 経歴
宝暦元年（1751年）、二条宗基の子として誕生。9代将軍・徳川家重から偏諱を受ける。
宝暦9年（1759年）1月9日、叙従三位。宝暦13年9月27日（1763年11月2日）右近衛大将となる。
明和5年（1768年）薨去。実弟・治孝が跡を継いだ。

## 系譜
- 父：二条宗基
- 母：家女房